# Dimps
Dimps是日本電子遊戲軟體開發公司。2000年3月設立。社長為西山隆志。舊稱Sokiac株式會社（株式会社ソキアック）。

## 概要
以原SNK常務理事，《餓狼傳說》系列和卡普空的初版《街頭霸王》創造者西山隆志及原SNK開發第1部的社員為中心在2000年3月成立Sokiac。同年7月取得飒美、萬代（現萬代南夢宮娛樂）、索尼电脑娱乐（現索尼互動娛樂）和SEGA資本後改名為Dimps。成為飒美佔51%股份的子公司。
2005年8月31日獨立。
從業務用大型電玩（街機）到家用電玩都有在開發的第二廠。常接手角色遊戲或知名系列續作的開發與移植。如《快打旋風Ⅳ》、《數碼寶貝》WonderSwan Color版、Game Boy Advance版《音速小子Advance》系列和寵物反斗星等。

## 主要作品
2001年
- WSC 數碼寶貝（萬代發行）
- GBA 音速小子Advance（SEGA發行） ※Sonic Team監修

2002年
- PS 通靈童子（萬代發行）
- GBA 音速小子Advance 2（SEGA發行） ※Sonic Team監修

2003年
- PS2 七龍珠Z（萬代發行）
- GC 七龍珠Z（萬代發行）
- 街機 DEMOLISHFIST（SEGA發行）

2004年
- PS2 SEVEN SAMURAI 20XX（SAMMY發行）
- 街機/PS2 鬥魚（SEGA發行）
- GBA 機動戰士GUNDAM SEED 友と君と戦場で（萬代發行）
- GBA 魔法少年賈修 うなれ!友情の電撃2（帕布雷斯特發行）
- GBA 音速小子Advance 3（SEGA發行） ※Sonic Team監修

2005年
- 街機 鬥魚2（SEGA發行）
- Xbox Spike Out:Battle Street（SEGA發行）
- PS2 聖鬥士星矢 聖域十二宮編（萬代發行）
- PS2 幽☆遊☆白書FOREVER（帕布雷斯特發行）
- PC UniversalCentury.net GUNDAM ONLINE（萬代南夢宮發行）

2006年
- PSP 七龍珠Z 真武道会（萬代發行）
- AC データカードダス ドラゴンボールZ2（萬代發行）
- DS 袋狼大冒險（威望迪遊戲發行）
- 街機 THE BATTLE OF 幽遊白書 -死闘!暗黒武術会-（帕布雷斯特發行）
- DS 傳奇系列風雨傳奇（萬代南夢宮發行）

2007年
- PS2 聖鬥士星矢 冥王ハーデス十二宮編（萬代南夢宮發行）
- DS 交響情人夢（萬代南夢宮發行）
- PSP 七龍珠Z 真武道会2（萬代南夢宮發行）

2008年
- Xbox 360/PS3 七龍珠Z 極限爆發（萬代南夢宮發行）
- Xbox 360 機動戰士GUNDAM:特洛伊作戰（萬代南夢宮發行）
- 街機 快打旋風Ⅳ（CAPCOM發行）

2009年
- Xbox 360/PS3 快打旋風Ⅳ（CAPCOM發行）
- PSP DRAGONBALL EVOLUTION（萬代南夢宮發行）

2011年
- 街機 七龙珠英雄（萬代南夢宮發行）

2013年
- 任天堂3DS 索尼克 失落世界（世嘉發行）

2014年
- PSVita 自由戰爭（索尼電腦娛樂發行）
- iOS Brave Dash（DeNA發行）
- 任天堂3DS 龙珠英雄：终极任务2（萬代南夢宮發行）
- 任天堂3DS 魔神之骨 时间与空间的魔神（萬代南夢宮發行）

2015年
- PS3/PS4/PC 圣斗士星矢 勇斗之魂（全球发行：万代南梦宫娱乐，中国发行：索尼互动娱乐）

2016年
- PS4/PC 快打旋風Ⅴ（CAPCOM發行）
- PS4/Xbox One/PC 七龍珠 異戰2（萬代南夢宮發行）
- 街機 超级七龙珠英雄（萬代南夢宮發行）

2017年
- PS4/Xbox One/PC 刀劍神域 奪命兇彈（萬代南夢宮發行&共同開發）

2018年
- PS4/Xbox One/PC 劍魂VI（萬代南夢宮發行&共同開發）

## 備註
1. ↑  .   [2020-10-16]. （原始内容存档于2020-11-27）.

## 外部連結
- 官方网站（日語）
- サファリゲームズ（页面存档备份，存于）